# Lymphangiomatose

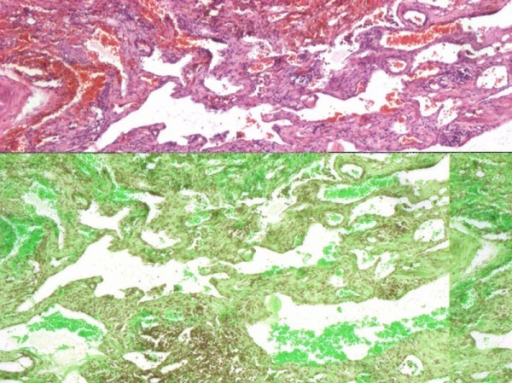
Biopsie pulmonaire montrant une infiltration du tissu lymphatique

La lymphangiomatose est une maladie rare caractérisée par une prolifération diffuse des vaisseaux lymphatiques. 
Un lymphangiome est une masse anarchique de vaisseaux lymphatiques. Dans la lymphangiomatose, les lymphangiomes (ou kystes) sont multiples, et répartis d'une manière généralisée ou multifocale (c'est-à-dire impliquant plusieurs parties du corps). La lymphangiomatose résulte d'un développement anormal du système lymphatique mais ses causes ne sont pas bien connues.
La maladie peut affecter les organes internes, les os, les tissus mous et / ou la peau,. Elle est plus fréquente chez les enfants et les jeunes adultes. Les symptômes et le pronostic varient considérablement entre les individus et selon les organes concernés. 
Le terme lymphangiomatose provient des mots «lymphe» (liquide biologique transporté par le système lymphatique), «angio» (concernant les vaisseaux), «oma» (tumeur ou kyste), «tose »(maladie).

## Signes et symptômes
Presque toutes les parties du corps peuvent être affectées, à l'exception du système nerveux central en raison de son manque de vaisseaux lymphatiques. Les signes et symptômes varient selon les zones du corps touchées.
Les patients peuvent présenter les complications suivantes : épanchement péricardique (liquide autour du cœur), épanchement pleural (accumulation de liquide autour de la cavité pulmonaire), ascite (accumulation de liquide dans la cavité abdominale), fractures osseuses, lésions cutanées, fièvre et hémorragie interne. Le fluide impliqué dans les épanchements est le chyle (liquide d'apparence laiteuse), fait de lymphe et de graisse provenant du système digestif. Les symptômes comprennent l'essoufflement, la toux, la respiration difficile (inhalation), la douleur sévère dans la cavité abdominale et la cavité pelvienne, et lymphœdème (gonflement). Certains patients ne présentent aucun symptôme, mais montrent des résultats anormaux d'imagerie médicale.

## Diagnostic
Il n'existe aucune norme actuelle pour le diagnostic de cette maladie. Les symptômes, la présentation clinique et les constatations radiographiques typiques peuvent aider au diagnostic. Une biopsie est la méthode ultime pour le diagnostic, mais elle n'est pas toujours possible.
L'imagerie par résonance magnétique du corps entier permet une bonne évaluation de l'étendue de la maladie. L'IRM donne de meilleurs résultats que la tomodensitométrie, bien que le CT scan soit aussi fréquemment utilisé.
La lymphangiomatose peut être confondue avec d'autres maladies, y compris la dysplasie lymphatique, lymphangiectasie, et la lymphangioléiomyomatose (LAM). La LAM est principalement trouvée chez les femmes en âge de procréer.

## Traitement
Dans les cas où il est possible d'enlever les tissus lymphatiques anormaux par la chirurgie, les patients peuvent être guéris. Cependant,  dans la lymphangiomatose, la plupart des patients sont inopérables en raison du caractère infiltrant des vaisseaux lymphatiques,. Les traitements sont ainsi en général palliatifs (pour soulager les symptômes) ou pour ralentir la progression de la maladie.
Les facteurs de croissance endothéliaux vasculaires sont connus pour réguler la croissance des vaisseaux lymphatiques. Une protéine appelée VEGFR3 est particulièrement importante dans le système lymphatique. Cela signifie que le traitement par inhibiteurs de croissance vasculaire peut ralentir la progression de la maladie.
Une grande variété d'autres traitements ont été essayés. Il s'agit notamment :
- drainage des espaces autour des poumons et autour du cœur pour éliminer le liquide provenant de ces zones (drainage pleural et péricardique) ;
- pleurodèse (une procédure pour restreindre l'espace autour du poumon où le fluide peut s'accumuler) ;
- un régime sans graisse à l'exception de graisses de triglycérides à chaîne moyenne (un certain type de matière grasse) ;
- traitements médicamenteux, y compris methylprednisolone, bisphosphonates, l'interféron alpha, chlorambucil / étoposide ;
- radiothérapie ;
- amputation ;
- transplantation pulmonaire[15]

## Pronostic
Les tumeurs créées par la prolifération de vaisseaux lymphatiques ne sont pas métastatiques (cancéreuse), mais peuvent néanmoins montrer une croissance agressive.
Le pronostic dépend de l'étendue de la maladie. Quand il y a beaucoup de tissus mous impliqués, ainsi qu'un chylothorax (lymphe autour de la cavité pulmonaire) le pronostic est généralement mauvais. Si seules les extrémités sont touchées, le pronostic est meilleur.

## Histoire
La lymphangiomatose généralisée a été décrite pour la première en 1828.